# Elkridge (Maryland)
Elkridge es un lugar designado por el censo (en inglés, census-designated place, CDP) situado en el condado de Howard, Maryland, Estados Unidos. Según el censo de 2020, tiene una población de 25 171 habitantes.

## Geografía
La localidad está ubicada en las coordenadas 39°11′44″N 76°44′28″O / 39.19556, -76.74111 (39.195483, -76.741082).
Limita al norte con Ilchester, al noroeste con Columbia, al suroeste con Jessup, al sureste con el condado de Anne Arundel, y al noreste, cruzando el río Patapsco, con Halethorpe en el condado de Baltimore. 
Según la Oficina del Censo de los Estados Unidos, el CDP tiene una superficie total de 8.4 millas cuadradas (21.8 km²), de las cuales 0.01 millas cuadradas (0.03 km²), o 0.12%, es agua.

## Demografía
Según el censo de 2000, en ese momento los ingresos medios de los hogares eran de $65,835 y los ingresos medios de las familias eran de $71,923. Los hombres tenían ingresos medios por $47,329 frente a los $35,802 que percibían las mujeres. Los ingresos per cápita eran de $27,629. Alrededor del 2.7% de la población estaba por debajo de la línea de pobreza.
De acuerdo con la estimación 2017-2021 de la Oficina del Censo, los ingresos medios de los hogares son de $119,856 y los ingresos medios de las familias son de $131,803. Los ingresos medios en los últimos doce meses, medidos en dólares de 2021, son de $46,434. Alrededor del 7.3% de la población está por debajo de la línea de pobreza.